# Ołeksandr Ałpatow
Ołeksandr Afanasijowycz Ałpatow, ukr. Олександр Опанасович Алпатов, ros. Александр Афанасьевич Алпатов, Aleksandr Afanasjewicz Ałpatow (ur. 7 marca 1927 w Ługańsku, Ukraińska SRR, zm. 10 października 2006 w Doniecku) – ukraiński piłkarz, grający na pozycji centralnego pomocnika, trener piłkarski.

## Kariera piłkarska

### Kariera klubowa
Wychowanek klubu Dzerżyneć Woroszyłowgrad. W 1947 rozpoczął karierę piłkarską w miejscowym Dynamie Woroszyłowhrad. W 1949 wyjechał do Kijowa, gdzie krótko występował w Spartaku Kijów, a potem został piłkarzem Dynama Kijów. W 1951 przeszedł do Szachtara Stalino, w którym od czerwca 1956 do końca 1957 pełnił funkcje kapitana. W 1959 zakończył karierę zawodową.

## Kariera trenerska
Po zakończeniu kariery zawodniczej rozpoczął pracę trenerską. Najpierw trenował Szachtar Gorłówka. W latach 1963–1964 prowadził Chimik Siewierodonieck. W połowie maja 1964 został zaproszony do Zorii Ługańsk, w którym pracował do końca roku. Potem trenował Dynamo Donieck. Od października 1967 do 16 lipca 1973 z przerwami kierował zespołem Budiwelnyk Połtawa. W 1975 szkolił Łokomotyw Mariupol, a w 1976 ponownie Szachtar Gorłówka. W latach 1974–1986 również pracował na stanowisku Przewodniczącego Miejskiego Związku Piłki Nożnej w Doniecku. 10 października 2006 zmarł w Doniecku.

## Sukcesy i odznaczenia

### Sukcesy klubowe
- brązowy medalista Mistrzostw ZSRR: 1951

### Sukcesy indywidualne
- wybrany do listy 33 najlepszych piłkarzy w ZSRR: Nr 3 (1951)

### Odznaczenia
- tytuł Mistrza Sportu ZSRR: 1957